# Valerian Revenco
Valerian Revenco (n. 1 decembrie 1939, Bălți, Ținutul Prut, România – d. 5 martie 2016, Chișinău, Republica Moldova) a fost un om politic din Republica Moldova, care a îndeplinit funcțiile de ministru al muncii și protecției sociale (1999-2005) și ministru al sănătății și protecției sociale (2005).

## Biografie
Valerian Revenco s-a născut la data de 1 decembrie 1939, în orașul Bălți (pe atunci în România). A absolvit cursurile Institutului Medical de stat din Chișinău, obținând specializarea de medic pediatru.
După absolvirea institutului, a lucrat în perioada 1962-1971 ca medic pediatru, medic-șef al the secției de Pediatrie din raionul Rîșcani, medic pediatru șef al orașului Bălți, adjunct al șefului Departamentului de personal și instituții educaționale din cadrul Ministerului Sănătății Publice.
Între anii 1971-1976 a îndeplinit funcția de președinte al Comitetului republican al Sindicatului Lucrătorilor din domeniul Sănătății. Devine apoi șeful Departamentului de Sănătate Publică din cadrul Comitetului executiv al municipiului Chișinău (1976-1987) și șef al Departamentului de Protecție socială și Protecție a Muncii din cadrul Consiliului Uniunii Sindicatelor din RSS Moldovenească (1987-1992).
În perioada 1992-1999, este viceministru și primvice-ministru al muncii, protecției sociale și familiei. La data de 21 decembrie 1999, a fost numit prin decret al președintelui Republicii Moldova în funcția de ministru al muncii, protecției sociale și familiei în guvernul condus de Dumitru Braghiș. A fost păstrat ca ministru al muncii și protecției sociale în guvernul format de către Vasile Tarlev la 19 aprilie 2001.
În baza votului de încredere acordat de Parlament, prin Decretul Președintelui Republicii Moldova, la 19 aprilie 2005, Valerian Revenco a fost numit în funcția de ministru al sănătății și protecției sociale (acest minister formându-se prin unirea Ministerului Sănătății cu cel a Muncii și Protecției Sociale). A îndeplinit această funcție până la data de 8 noiembrie 2005, când a fost eliberat din funcție. La acea dată, el deținea recordul de cel mai longeviv și ministru din componența Guvernului Republicii Moldova, exercitându-și funcția de ministru din anul 1999 .
Valerian Revenco a primit următoarele distincții:
- Ordinul „Gloria Muncii”
- Ordinul Republicii (8 noiembrie 2005) - în semn de înaltă prețuire a meritelor deosebite în dezvoltarea ocrotirii sănătății, pentru contribuție substanțială la promovarea politicii statului în domeniul protecției sociale a populației și activitate organizatorică și obștească prodigioasă [3]

A fost căsătorit și avea un copil.